# TT36
La tombe thébaine TT 36 est située à El-Assasif, dans la nécropole thébaine, sur la rive ouest du Nil, face à Louxor en Égypte.
C'est la sépulture d'Ibi, qui était « Chef régisseur de la divine adoratrice d'Amon » Nitocris Ire, durant le règne de Psammétique Ier (XXVIe dynastie).

## Décoration de la tombe
La décoration de cette tombe fut la copie de celle d'un autre noble également nommé Ibi, dans le cimetière de l'Ancien Empire de Deir el-Gabrawi. Ceci est typique de la période saïte, qui essayait de reproduire les décorations des précédentes périodes de l'Égypte antique.
On pénètre dans la tombe par des marches parallèles à l'axe principal. Au pied de ces marches il y a une antichambre décorée de scènes montrant Ibi adorant le dieu Rê-Horakhty. Il y a également une fausse porte à l'image des décorations de l'Ancien Empire. Un passage au milieu du mur de droite conduit à un hall qui a été pillé. On y voit Ibi debout, regardant les prestations de danseuses.
Dans le mur de droite, il y a un passage menant à ce qui fut une cour ouverte. Elle est décorée à droite par une scène de chasse, et à gauche, Ibi et son père sont assis devant une table d'offrandes.
Du hall, on accède à plusieurs salles, dont la chambre funéraire. Ces salles dont décorées de peintures ptolémaïques, indiquant que la tombe fut réutilisée à cette époque.